# Eugène Pollet
Achille Eugène Pollet (* 29. September 1886 in Lille; † 16. Dezember 1967 ebenda) war ein französischer Turner.

## Erfolge
Eugène Pollet nahm 1920 an den Olympischen Spielen in Antwerpen teil und gehörte bei diesen zur französischen Turnriege im Mannschaftsmehrkampf. Dabei traten insgesamt fünf Mannschaften an, die aus 16 bis 24 Turnern bestehen durften. Geturnt wurden Übungen am Reck, am Pauschenpferd, am Barren, mit Handgeräten und an insgesamt vier Hürden à 70 cm. Bei einer maximal möglichen Gesamtpunktzahl von 404 erzielte die italienische Mannschaft das beste Resultat mit 359,855 Punkten und wurde Olympiasieger. Dahinter folgte die Mannschaft des Gastgebers Belgien, die auf 346,765 und damit den Silberrang kam, vor Frankreich auf dem dritten Platz mit 340,100 Punkten. Ohne Medaillen blieben die Tschechoslowaken mit 305,255 auf Rang vier und die Briten mit 299,115 Punkten auf Rang fünf.
Pollet gewann somit zusammen mit Georges Berger, Émile Bouchès, René Boulanger, Alfred Bruyenne, Eugène Cordonnier, Léon Delsarte, Lucien Démanet, Paul Durin, Victor Duvant, Fernand Fauconnier, Arthur Hermann, Albert Hersoy, Alphonse Higelin, Georges Hoël, Louis Quempe, Georges Lagouge, Paulin Lemaire, Ernest Lespinasse, Émile Boitelle, Jules Pirard, Georges Thurnherr, Marco Torrès, François Walker, Julien Wartelle und Paul Wartelle die Bronzemedaille.